# Gabriel de Cassagnet
Gabriel de Cassagnet, seigneur de Tilladet, est un militaire français mort le 11 juillet 1690.

## Biographie
Époux de Madeleine Le Tellier, la sœur de Michel Le Tellier. Le couple a un fils : Michel Cassagnet de Tilladet, qui sera évêque.
Capitaine au régiment des gardes françaises sous Louis XIII, Gabriel de Cassagnet fut disgracié en 1642, pendant la conspiration de Cinq-Mars.
Gracié, il est promu lieutenant-général, gouverneur de Brisach et de Bapaume en 1652. En 1671, il est mestre de camp du 5e régiment de dragons.
Il eut une liaison avec Charlotte de La Mothe-Houdancourt, qui fut gouvernante du duc de Bretagne (le premier arrière-petit-fils de Louis XIV), puis des enfants de Louis XV.

## Source
- Chefs-d'œuvre oratoires de Bossuet, t. 1, Paris, Firmin Didot, 1866, p. 238, note infrapaginale.